# 이승준 (1973년)
이승준(李昇俊, 1973년 2월 11일 ~ )은 대한민국의 배우이다.

## 학력
- 용문고등학교 (1991년 졸업)
- 서울예술대학 연극과 (1992학번)

## 출연 작품

### 드라마
- 2006년 KBS2 《KBS 드라마시티 - 완벽한 부부》 - 검사 역
- 2010년 tvN 《위기일발 풍년빌라》 - 형사2 역
- 2011년 OCN 《뱀파이어 검사》 - ep10 김은상 역
- 2012년 MBC 《닥터 진》 - 권익주 역
- 2013년 tvN 《나인: 아홉 번의 시간여행》 - 한영훈 역
- 2013년 tvN 《막돼먹은 영애씨 12》 - 이승준 역
  - 2014년 tvN 《막돼먹은 영애씨 13》 - 이승준 역
  - 2015년 tvN 《막돼먹은 영애씨 14》 - 이승준 역
  - 2016년 ~ 2017년 tvN 《막돼먹은 영애씨 15》 - 이승준 역
  - 2017년 ~ 2018년 tvN 《막돼먹은 영애씨 16》 - 이승준 역
  - 2019년 tvN 《막돼먹은 영애씨 17》 - 이승준 역
- 2013년 KBS2 《비밀》 - 최광민 역
- 2014년 KBS2 《KBS 드라마 스페셜 - 꿈꾸는 남자》 - 오철오 역
- 2014년 KBS2 《연애의 발견》 - 윤정목 역
- 2014년 MBC 《전설의 마녀》 - 박원재 역
- 2014년 tvN 《미생》 - 신우현 역
- 2015년 SBS 《하이드 지킬, 나》 - 권영찬 역
- 2015년 tvN 《식샤를 합시다 2》 - ep17 식당주인 역 (특별출연)
- 2015년 tvN 《풍선껌》 - 권지훈 역
- 2016년 JTBC 《마담 앙트완》 - ep6.7 조원국 역 (특별출연)
- 2016년 KBS2 《태양의 후예》 - 송상현 역
- 2016년 KBS2 《베이비시터》 - 표영균 역
- 2016년 SBS 《원티드》 - 장진웅 역
- 2016년 MBC 《아버님 제가 모실게요》 - 한성훈 역
- 2017년 tvN 《쓸쓸하고 찬란하神 - 도깨비》 - ep14 신 역 (목소리 특별출연)
- 2017년 tvN 《아르곤》 - 유명호 역
- 2017년 JTBC 《더 패키지》 - 함영진 역 (특별출연)
- 2018년 tvN 《미스터 션샤인》 - 고종 역
- 2018년 SBS 《서른이지만 열일곱입니다》 - 김현규 역 (특별출연)
- 2018년 tvN 《알함브라 궁전의 추억》 - 박선호 역
- 2019년 MBC 《아이템》 - 강다인의 아버지 역 (특별출연)
- 2019년 tvN  《사이코메트리 그녀석》 - 강근택 역
- 2019년 tvN  《호텔 델루나》 - 강만영 역 (특별출연)
- 2019년 KBS2 《조선로코 - 녹두전》 - 정윤저 역
- 2020년 MBC 《그 남자의 기억법》 - 김철웅 역
- 2020년 tvN  《반의 반》 - 최진무 역
- 2020년 tvN  《청춘기록》 - 찰리 정 역
- 2020년 JTBC 《허쉬》 - 김기하 역
- 2021년 JTBC 《언더커버》 - 강충모 역
- 2021년 tvN 《어느 날 우리 집 현관으로 멸망이 들어왔다》 - 정당면 역
- 2021년 JTBC 《구경이》 - 김수용 역
- 2021년 tvN 《해피니스》 - 김태윤 역 (특별출연)
- 2022년 tvN 《아직 최선을 다하지 않았을 뿐》 - 엄인찬 역
- 2023년 KBS2 《두뇌공조》 - 허범수 역
- 2023년 쿠팡플레이 《미끼》 - 이병준 역
- 2023년 JTBC 《힙하게》 - 차주만 역
- 2023년 JTBC 《힘쎈여자 강남순》 - 강봉고 역
- 2023년 tvN 《무인도의 디바》 - 정봉완 역
- 2024년 JTBC 《닥터 슬럼프》 - 정신과 의사 역
- 2024년 넷플릭스 《하이라키》 - 윤병근 역
- 2024년 tvN 《엄마친구아들》 - 최경종 역
- 2024년 tvN 《손해 보기 싫어서》 - 손명수 역 (특별출연)
- 2024년 tvN 《사랑은 외나무다리에서》 - 지경훈 역
- 2024년 ENA 《나미브》 - 장현철 역
- 2025년 tvN 《원경》 - 정종 역

### 영화
- 《개집이 있던 자리》 (2001) - 남자 역
- 《정말 몰랐습니다》 (2002) - 범수 역
- 《오디션》 (2002) - 수완 역
- 《블루》 (2003) - 청해진함 대원 역
- 《대한민국 헌법 제1조》 (2003) - 민석 역
- 《오! 브라더스》 (2003) - 모텔 벨보이 역
- 《열대야》 (2004) - 민기 역
- 《빙우》 (2004) - 펍남 1 역
- 《썸》 (2004) - 사이버 검색 대원 역
- 《한강대교》 (2008) - 광식 역
- 《숙명》 (2008) - 효숙 남편 역
- 《핸드폰》 (2009) - 강명식 역
- 《킬미》 (2009) - 형사 3 역
- 《나는 곤경에 처했다!》 (2009) - 승규 역
- 《심장이 뛴다》 (2011) - 문 선생 역
- 《최종병기 활》 (2011) - 완한 역
- 《인류멸망보고서》 (2012) - seg. 해피버스데이 - 아빠 역
- 《두 번의 결혼식과 한 번의 장례식》 (2012) - 경남 역
- 《어떤 생일날》 (2013) - 재영 역
- 《분노의 윤리학》 (2013) - 검찰수사관 역
- 《신의 선물》 (2014) - 승연의 남편 역
- 《인간중독》 (2014) - 수석 군의관 역
- 《명량》 (2014) - 안위 역 (첫 천만영화)
- 《제보자》 (2014) - 피디추적 PD1 역
- 《카트》 (2014) - 최과장 역
- 《탐정: 더 비기닝》 (2015) - 김용규 역
- 《컨트롤》 (2017)
- 《사자》 (2019) - 박지웅 경사 역 (특별출연)
- 《배니싱:미제사건》 (2022) - 닥터 리 역
- 《더 킬러: 죽어도 되는 아이》 (2022) - 이 형사 역

### 연극
- 《요한 지옥에 갔다》 (1996) - 요한영 요한 역
- 《흉가에 볕들어라》 (1999) - 바래기 역
- 《세기초기괴기전기》 (2001) - 슈샤인보이 역
- 《밤마다 페로에는》 (2003) - 페로에 역
- 《플라스틱 오렌지》 (2004) - 필립 역
- 《관객모독》 (2005)
- 《처음 해 본 이야기》 (2006) - 남자 시연 역
- 《쇼맨샤먼》 (2007) - 홍무 역
- 《포트》 (2008) - 대니 밀러 역
- 《민들레 바람되어》 (2008-2009) - 남편 안중기 역
- 《레지스탕스》 (2009) - 스테판 페도로프 역
- 《그놈을 잡아라》 (2010) - 남지운 작가 역
- 《잠못드는 밤은 없다》 (2010) - 아요이 역
- 《33개의 변주곡》 (2010) - 마이크 역
- 《스피킹 인 텅스》 (2015) - 레온&닉 역
- 《킬 미 나우》 (2017) - 제이크 역

### 방송
- 2016년 KBS2 《수상한 휴가》
- 2016년 SBS 《SBS 스페셜》 제주별곡 - 오늘도 폭삭속았수다

## CF
- 2007년 삼성
- 2008년 해찬들 태양초 고추장
- 2016년 한국네슬레 네슬레 부스트
- 2016년 질병관리본부 더블체크 캠페인

## 수상 및 후보
| 연도 | 시상식                         | 부문                           | 작품                 | 결과 |
| ---- | ------------------------------ | ------------------------------ | -------------------- | ---- |
| 2015 | SBS 연기대상                   | 중편드라마부문 남자 특별연기상 | 하이드 지킬, 나      | 후보 |
| 2016 | 제5회 아시아태평양 스타 어워즈 | 남자 연기상                    | 태양의 후예          | 후보 |
| 2017 | MBC 연기대상                   | 주말극부문 남자 황금연기상     | 아버님 제가 모실게요 | 후보 |

## 기타 사항

### 그외 활동
- 2016년 질병관리본부 해외감염병 예방 홍보대사 위촉